# IRL (2013)
IRL is een Zweedse film uit 2013 onder een regie van Erik Leijonborg. Hoofdrollen worden gespeeld door Happy Jankell, Valter Skarsgård en Alba August. De film is gebaseerd op het boek "Niets was alles wat hij zei" van Nic Balthazar en dusdanig ook een remake van de Vlaamse film Ben X.

## Verhaal
Elias speelt in zijn vrije tijd een computerspel waar hij onder de avatar "S:]iles" samenwerkt en chat met Scarlet, een vrouwelijke avatar. Op school wordt Elias gepest en op een dag wordt hij eerst publiekelijk vernederd tijdens de plastische opvoeding waar Agnes - een van zijn pesters - hem portretteert als een varken. Elias neemt wraak door een potje met gekleurd water - waarin de verfborstels zitten - over de broek van Agnes te kappen en vlucht daarop naar de toiletten. Daar wordt hij door Agnes en twee andere pesters nogmaals hardhandig aangepakt en wordt zijn broek afgenomen. In de gangen van de schoolgebouwen trekt men ook nog zijn onderbroek naar beneden. Dit alles wordt gefilmd door de andere leerlingen en de video's worden op internet gepost.
Elias neemt contact op met Scarlet, ze wisselen hun GSM-nummers uit en spreken af aan het plein van het metrostation. Daarbij stuurt zij een video zodat Elias weet hoe ze eruitziet. Omwille van voorgaand incident moeten Elias en zijn pesters na schooltijd eerst langs de directrice en na vertrek aan school wordt hij nogmaals tegengehouden door de drie pesters waarbij ze zijn GSM vernielen. Hierdoor kan Elias Scarlet niet contacteren met de melding dat hij te laat is. Hij ziet haar nog op het plein, maar benadert haar niet. Desondanks stapt hij op de metro tot aan een volgende halte, maar komt niet in contact met haar.
Elias beslist om in het metrostation zelfmoord te plegen, maar hij wordt tegengehouden door Scarlet. Zij raadt aan om wraak te nemen op Agnes door haar te drogeren tijdens een oriëntatieloop waarbij hij heel wat medicatie steelt uit het ziekenhuis. Elias kan Agnes overmeesteren, maar kan het niet over zijn hart krijgen om haar de drugs te laten innemen. Door haar geschreeuw komt een andere pester te hulp en krijg Elias zelf het middel toegediend. Die avond vindt zijn vader de gestolen medicatie en de filmpjes met de pesterijen. Ook merkt hij op dat Elias van het dak van het appartementsgebouw aan de andere kant van de straat wil springen. Zijn vader kan nog net op tijd verhinderen dat Elias daadwerkelijk springt.
Enige tijd later gaan Elias, zijn vader, een klasgenoot die het wel voor hem opneemt en Scarlet op boottocht. Daar springt Elias van het dek. Enkele dagen later vermeldt een televisiezender dat het lichaam van Elias niet werd gevonden en dat de kustwacht de zoektocht heeft gestopt.
Er wordt door de school een wake gehouden voor Elias waarbij plots een filmfragment start met daarop de betreffende beelden waarop duidelijk te zien is welke drie personen Elias voornamelijk pestten. Daarop verschijnt Elias zelf: hij had met zijn vader en klasgenoot zijn zelfmoord in scène gezet. Elias sprong namelijk van het bovendek naar het benedendek waar hij door zijn vader werd opgevangen. De vader wordt door een televisiezender geïnterviewd waarom dit alles in scène werd gezet. Het antwoord van vader is dat er eerst een dode moet vallen voordat er actie wordt ondernomen. Er is ook geen enkele reden dat men anderen moet pesten: er zijn misschien wel 1000 dingen die men kan verzinnen om iemand te pesten, maar geen enkele ervan is gerechtvaardigd.
Elias zoekt via internet het telefoonnmmer van Scarlet op en achterhaalt dat zij lid is van een voetbalploeg. Hij beslist naar een training te gaan en spreekt haar aan. Daaruit blijkt dat alle verschijningen van Scarlet vanaf het moment waarbij Elias haar zag in de metrotrein tot nu nu in zijn verbeelding zaten.

## Rolverdeling
| Acteur             | Personage |
| ------------------ | --------- |
| Valter Skarsgård   | Elias     |
| Happy Jankell      | Scarlet   |
| Alba August        | Agnes     |
| Magnus Krepper     | Stefan    |
| Charlie Gustafsson | Filip     |
| Vincent Grahl      | Hannes    |
| Ola Andreasson     | Adam      |
| Moa Arnald         | Nora      |
| Astrid Assefa      | rector    |
| Fredrik Hammar     | leraar    |
| Edvin Ryding       | Jonas     |

## Verschillen met Vlaamse versie
Er zijn heel wat verschillen met de Vlaamse versie waaronder:
- De vader van Elias is gescheiden en Elias zijn moeder komt niet in beeld.
- Er is geen verwijzing dat Elias leidt aan het syndroom van Asperger
- In de Vlaamse versie is er geen scène waarin Ben een van zijn pesters overmeesterd om deze een drug toe te dienen. Wel wordt Ben in de Vlaamse versie gedwongen om een XTC-pil te slikken.
- In de Vlaamse film gaat Ben op het einde met zijn ouders op reis om dolfijnen te spotten en wordt duidelijk dat Scarlite enkel in zijn fantasie voortleefde sinds hij haar zag aan het station. In de Zweedse versie zoekt Elias haar op en ontstaat er een vriendschapsrelatie.